# Bifröst (Borgarbyggð)

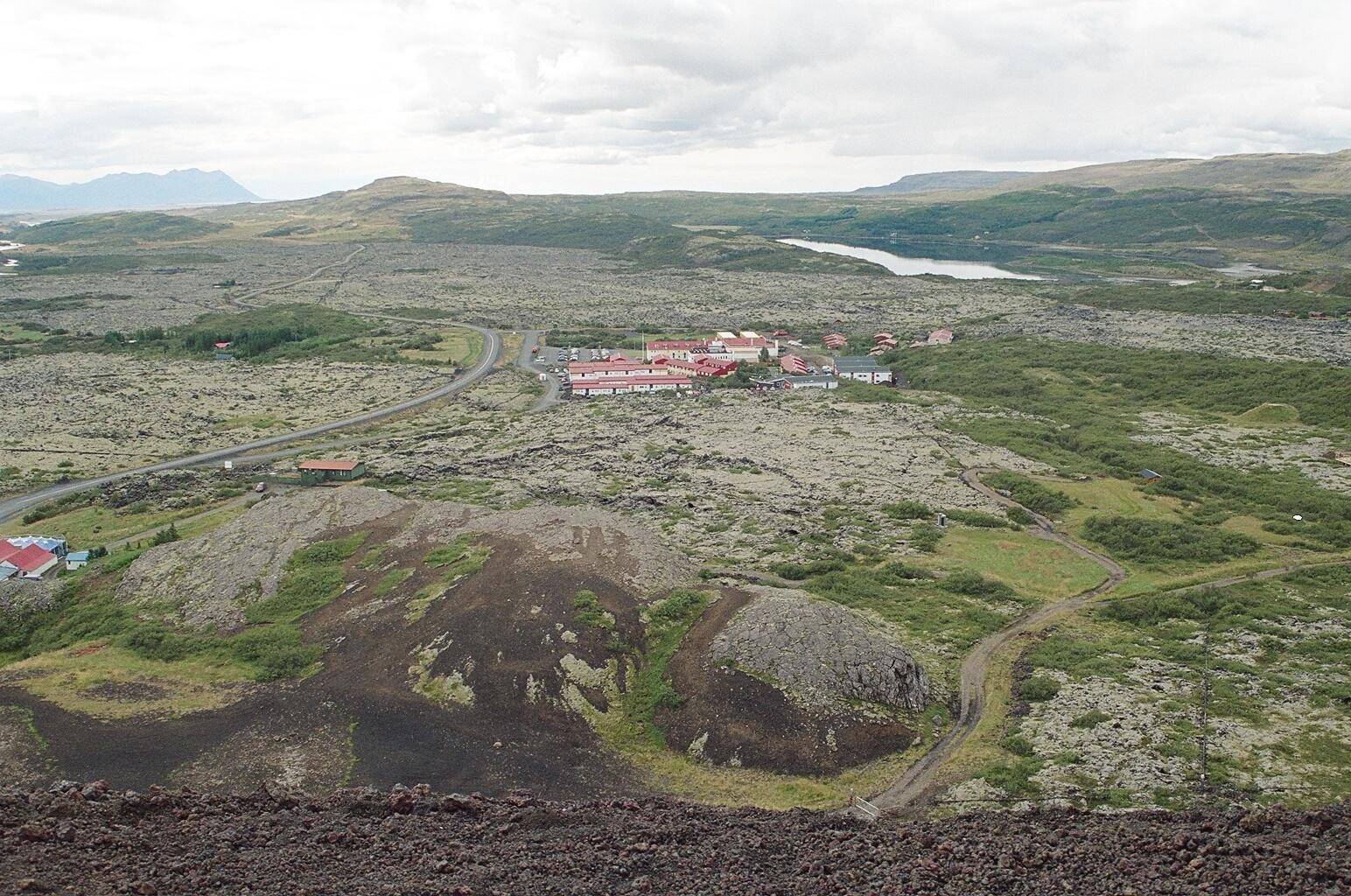
Bifröst (2004), gesehen vom Stóra-Grábrók

Bifröst [ˈpɪvrœst] ist ein Ort in der Gemeinde Borgarbyggð in der Region Vesturland im Westen Islands. Am 1. Januar 2023 hatte der Ort 242 Einwohner.

## Geografie
Bifröst liegt östlich des Hreðavatn, etwa 45 km nördlich von Borgarnes am Hringvegur unterhalb der Grábrók-Krater und des Vulkans Baula. Jenseits des Lavafeldes Grábrókarhraun befindet sich der Lachsfluss Norðurá.

## Universität Bifröst
Das Zentrum des Ortes Bifröst ist die private Wirtschaftshochschule Háskólinn á Bifröst (Mitglied der Universität der Arktis), der ein Internat mit diversen Einrichtungen angeschlossen ist. Um die Hochschule herum hat sich der Ort gebildet. Er verfügt über einen Supermarkt und ein Hotel.

## Geschichte
Der Campus der 1918 gegründeten Schule, aus der die Universität Bifröst hervorging, wurde 1955 in Bifröst errichtet. 1988 wurde der Schule der Status einer Universität zuerkannt. Mit dem Bau des Tunnels Hvalfjarðargöng verbesserte sich die Erreichbarkeit des Ortes, was ein Wachstum hervorrief.

## Tourismus
Touristisch ist die Gegend inzwischen gut erschlossen, was man u. a. an den zahlreichen gekennzeichneten Wanderwegen in der Umgebung sieht, etwa auf den Grábrókkrater oder zu den Wasserfällen Glanni und Laxfoss.